# Nacionalni park Risnjak
Nacionalni park Risnjak este o arie protejată (sit de importanță comunitară — SCI) din Croația întinsă pe o suprafață de 6.345,04 ha, integral pe uscat.

## Localizare
Centrul sitului Nacionalni park Risnjak este situat la coordonatele 45°25′52″N 14°39′04″E / 45.431°N 14.651°E.

## Înființare
Situl Nacionalni park Risnjak a fost declarat sit de importanță comunitară în iulie 2013 pentru a proteja 2 specii de plante și 8 specii de animale.

## Biodiversitate
Situată în ecoregiunea alpină, aria protejată conține 16 habitate naturale: Păduri de fag Luzulo-Fagetum, Pajiști alpine și subalpine calcaroase, Formațiuni ierboase bogate în specii de Nardus, dezvoltate pe substraturi silicioase în zone montane (și în zone submontane, în Europa continentală), Fânețe montane, Tufărișuri cu Pinus mugo și Rhododendron hirsutum (Mugo-Rhododendretum hirsuti), Păduri ilirice de Fagus sylvatica (Aremonio-Fagion), Păduri acidofile de Picea de la nivel montan la nivel alpin (Vaccinio-Piceetea), Peșteri inaccesibile publicului, Pajiști uscate seminaturale și facies de acoperire cu tufișuri pe substraturi calcaroase (Festuco-Brometalia) (* situri importante pentru orhidee), Pajiști uscate europene, Pajiști alpine și boreale, Formațiuni de Juniperus communis pe lande sau pajiști calcaroase, Păduri aluvionare cu Alnus glutinosa și Fraxinus excelsior (Alno-Padion, Alnion incanae, Salicion albae), Grohotișuri calcaroase și de șisturi calcaroase de la nivelul montan până la nivelul alpin (Thlaspietea rotundifolii), Pante stâncoase calcaroase cu vegetație casmofită, Pajiști carstice calcaroase sau bazofile, de Alysso-Sedion albi.
La baza desemnării sitului se află mai multe specii protejate:
- plante (2): Arabis scopoliana, Eryngium alpinum
- mamifere (3): lupul (Canis lupus), râs eurasiatic (Lynx lynx), urs brun (Ursus arctos)
- nevertebrate (5): Austropotamobius torrentium, fluturele auriu (Euphydryas aurinia), Leptodirus hochenwartii, croitorul cenușiu al stejarului (Morimus funereus), Rosalia alpina

Pe lângă speciile protejate, pe teritoriul sitului au mai fost identificate 21 de specii de plante.